# Associazione del Calcio Ligure
L'Associazione del Calcio Ligure è stata una società calcistica di Bolzaneto, costituita nel 1914, frutto della fusione di più club dell'area della Grande Genova negli anni della prima guerra mondiale.

## Storia
Nel 1914 il Liguria Foot Ball Club di Sampierdarena, uno dei più antichi club dell'Italia, disputò una stagione senza nessuna vittoria in quella che era allora la massima serie. Per concedere il ripescaggio, la FIGC chiese garanzie di rafforzamento che si concretizzarono a seguito dell'unione del Liguria con l'Itala di Rivarolo Ligure e con l'Enotria di Bolzaneto. L'Enotria, portando in dote il fondamentale dono patrimoniale di un regolare campo di gioco, si pose a capo della fusione che diede quindi vita all'Associazione del Calcio Ligure. In realtà, queste garanzie risultarono nei fatti alquanto millantate, dato che la nuova squadra si piazzò nuovamente ultima e virtualmente retrocessa, non fosse intervenuto lo stop causato dall'inizio della prima guerra mondiale.
Dopo il letargo dei campionati dovuto alla Grande Guerra, nel 1919 il club era finanziariamente allo stremo, e fu assorbito dalla sezione calcio della Sampierdarenese. Più precisamente la nuova squadra, la A.C. Sampierdarenese, guadagnò il diritto di iscriversi alla Prima Categoria utilizzando i giocatori e l’esperienza sportiva dell'AC Ligure, come quest’ultima stessa aveva fatto prima della guerra con il Liguria Foot Ball Club. Poiché la divisa dell'AC Ligure era bianca con una banda orizzontale rossa, la nuova Sampierdarenese aggiunse una banda rossa orizzontale alla sua divisa, fino a quel momento bianconera. Si può perciò affermare che il rosso, dei quattro colori tradizionali della Sampdoria, sia derivato non direttamente dalla Sampierdarenese, ma dall’AC Ligure e ancor prima dall'Enotria di Bolzaneto.